# 音座川崎交响音乐厅
音座川崎交响音乐厅（日语：ミューザ川崎シンフォニーホール）位于日本神奈川县川崎市，是川崎市都市再生计划“音座川崎”的一部分。“音座”一词出自“传播和交流音乐文化的场所”的口号。

## 概述

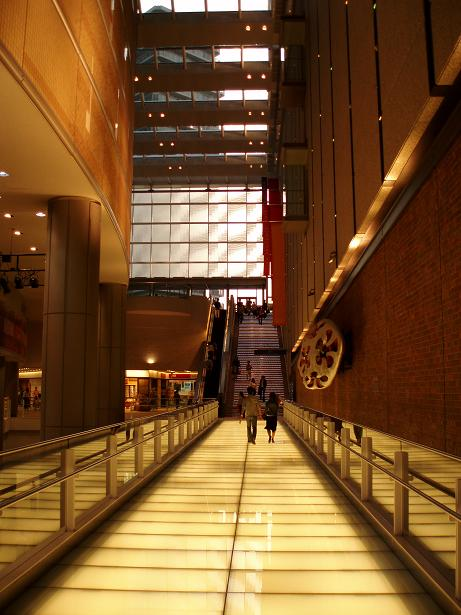
通向川崎交响音乐厅的台阶

川崎交响音乐厅的建筑声学工作由永田音響設計担任，于2004年（川崎市建市80周年）7月1日起对外开放，东京交响乐团以此作为基地。至今，柏林爱乐乐团和维也纳爱乐乐团都在此音乐厅举办过音乐会。本厅采用的开始音乐会的钟声取自奥地利萨尔茨堡主教教堂。

## 地震影响
受2011年东日本大地震余震的影响，川崎交响音乐厅天花板脱落，其采用的声学建筑材料遭损坏，自动洒水系统也被触动，令建筑淹水。音乐厅被迫关闭，年内大量演出取消，或是转移到其他音乐厅进行。其后，包括政府在内的社会各界捐款重建音乐厅，在奥地利萨尔茨堡音乐节也举行了安娜·涅特列布科、彼得·贝科扎瓦和萨尔茨堡莫扎特乐团等参加的筹款义演。整修后的川崎交响音乐厅定于2013年4月1日开放。